# Old Town (Albuquerque)
Pour les articles homonymes, voir Old Town.
Old Town est un quartier de la ville d’Albuquerque, dans l’État du Nouveau-Mexique.

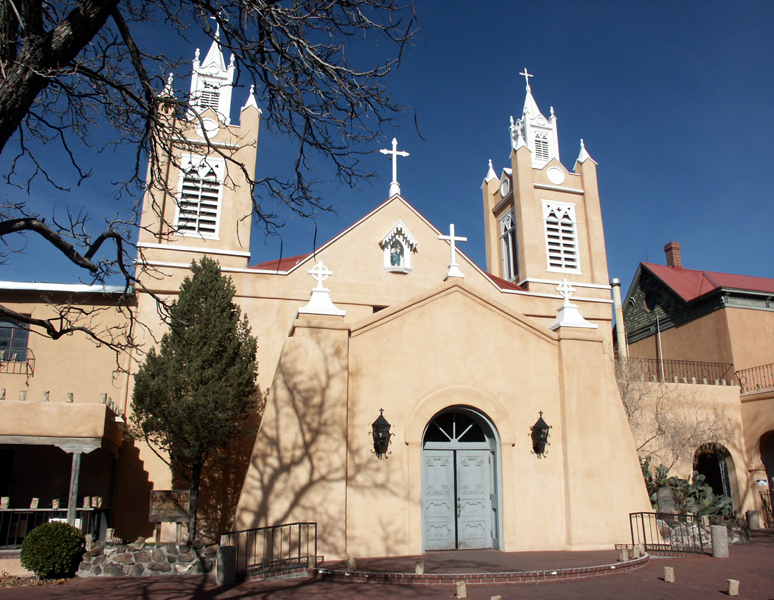
Église San Felipe de Old Town, construite au XVIII.